# Aleiodes agilis
Aleiodes agilis är en stekelart som först beskrevs av Telenga 1941.  Aleiodes agilis ingår i släktet Aleiodes och familjen bracksteklar. Inga underarter finns listade i Catalogue of Life.